# Farsantes
Farsantes es una telenovela argentina producida por Pol-ka Producciones que comenzó a ser filmada el 6 de mayo de 2013 y se emitió en el prime time en Canal 13 de martes a jueves a las 22:45 (UTC -3) estrenado el 26 de junio de 2013. Fue protagonizada por Julio Chávez, Facundo Arana, Griselda Siciliani, Benjamín Vicuña y Alfredo Casero. Coprotagonizada por Julieta Zylberberg, Pilar Gamboa, Esteban Lamothe, Romina Ricci y Chino Darín. Antagonizada por Julieta Cardinali e Ingrid Pelicori. También, contó con las actuaciones especiales de los primeros actores Mario Pasik y Leonor Manso. Y la participación de Edda Díaz como actriz invitada.

## Argumento
La trama de Farsantes se desarrolla en una firma o bufete de abogados penalistas situada en el conurbano bonaerense que brinda servicios jurídicos con una plantel de abogados, los protagonistas de esta tira.
Por un lado, aparecen los relatos de los casos judiciales que este grupo de abogados debe resolver y, por el otro, las dificultades personales de cada uno y sus historias de amor.
Guillermo Graziani (Julio Chávez), luego de un período de inhabilitación para ejercer el derecho, retorna a la profesión de abogado y reconstruye su estudio jurídico. Fruto de una relación ocasional nació su hijo Fabián (Chino Darín). Si bien lleva más de veinte años de casado con Ana (Ingrid Pelicori), por ella solo siente cariño pues en realidad utiliza al matrimonio como pantalla para camuflar su homosexualidad, la cual canaliza mediante furtivas relaciones ocasionales.
Guillermo contrata a Pedro (Benjamín Vicuña), un colega por quien sentirá una inmediata atracción. Pedro es pareja de Camila (Julieta Cardinali).
Otro de los integrantes de la empresa es Alberto Marini (Facundo Arana), a quien Guillermo defendió legalmente y liberó de la cárcel, pasando desde entonces a ser su hombre de confianza. Alberto vivió una juventud violenta y convive con Paola (Pilar Gamboa).
Completan el plantel profesional Marcos Labrapoulos (Alfredo Casero) y Gabriela Soria (Griselda Siciliani), la única mujer del equipo y chica de barrio, pero con una faceta oculta de su personalidad. Su madre es Aída (Leonor Manso).

## Generalidades

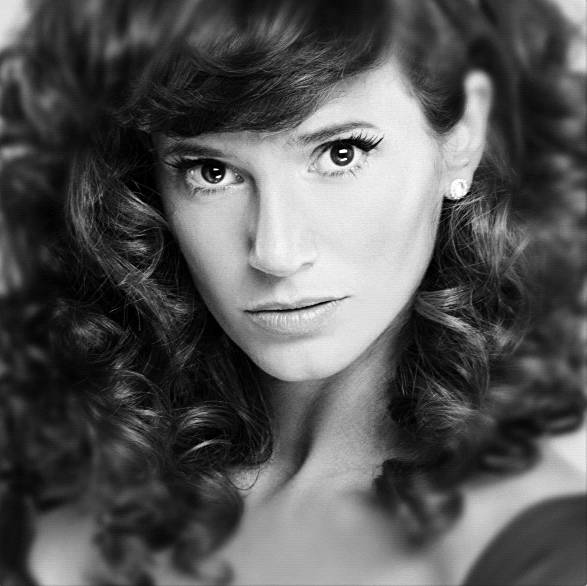
Griselda Siciliani es una de las protagonistas femeninas de Farsantes; interpreta el rol de «Gabriela».

Este producto fue realizado por Pol-ka Producciones, empresa propiedad de Adrián Suar, Fernando Blanco y Artear. Es la propuesta del canal para cubrir el espacio que dejó el final de Sos mi hombre, y ante la confirmación de la ausencia de Showmatch, se tuvo que rediseñar profundamente un producto que se había planificado con un formato de unitario y reconvertirlo a tira diaria.
Farsantes marcó el regreso de Facundo Arana a la televisión luego de dos años, cuando protagonizó la telenovela Cuando me sonreís. Para Julio Chávez fue un retorno desde 2011, cuando protagonizó la serie de televisión dramática El puntero, dedicándose posteriormente al teatro con la obra La cabra. Para las grabaciones se preparó dos equipos de producción, los que trabajaron en paralelo, uno lo hizo en las distintas locaciones exteriores y el otro en los estudios Baires, en escenarios y atrezzo especialmente preparados.
Entre los actores que durante las negociaciones desistieron de participar estuvieron Gabriela Toscano, Gonzalo Heredia y Joaquín Furriel; finalmente el papel ofrecido a este último fue cubierto por Benjamín Vicuña.
En los primeros días de grabación y durante la toma de una escena, el personaje de Facundo Arana empujaba violentamente al de Griselda Siciliani, lo que hizo que esta sufriera una mala caída causándole fracturas de cúbito y radio en el antebrazo izquierdo. La actriz terminó con el brazo enyesado y un diagnóstico de 2 meses de inmovilización de la muñeca. Adrián Suar y el equipo de guionistas debieron alterar el libreto, haciendo que su personaje recibiera un balazo en el brazo para justificar el largo período en que apareció enyesado.
En noviembre de 2013, por compromisos laborales previamente arreglados en su tierra natal, Benjamín Vicuña abandonó la tira.

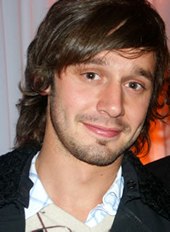
Benjamín Vicuña, protagonista masculino de Farsantes en el papel de «Pedro».

## Guion, dirección y producción general
El libro es obra de los autores Carolina Aguirre y Mario Segade, este último autor de tiras como el El puntero (Ganadora del premio Martín Fierro 2011). La dirección de la filmación estuvo a cargo de Daniel Barone y Jorge Bechara, siendo asistidos por Nicolás Di Cocco y Jessica Blanco. La dirección de contenidos fue responsabilidad de Marcos Carnevale; la dirección de sonido estuvo a cargo de Aníbal Girbal y Adrián De Michelle; la dirección de arte fue de Juan Mario Roust; la dirección de fotografía fue de Guillermo Zappino y Pablo Rocco; el diseño de vestuario de Lorena Díaz; la dirección de casting de Paola Lusardi e Ileana Rippel; la edición y musicalización de Alejandro Alem y Alejandro Parysow; como jefes de producción fueron responsables Mauro Santiago y Julieta Martinelli y la coordinación de producción fue de Ivana Polonsky. Diego Andrasnik fue el productor ejecutivo y el productor general Adrián Suar.

## Elenco y personajes

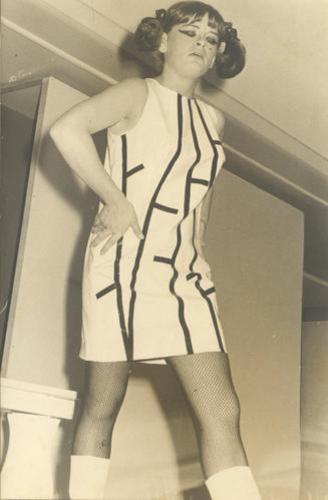
Edda Díaz es una de las actrices de reparto de Farsantes en el rol de «Cuca».

«Pedro Beggio», «Marcos Labrapoulos» y «Gabriela Soria» son abogados que trabajan en el estudio jurídico que dirige «Guillermo Graziani.
El personaje de Julio Chávez, «Guillermo Graziani», es un abogado de 50 años que sufre por no animarse a blanquear su realidad homosexual, lo que lo lleva a vivir una doble vida, con conocimiento exclusivo de su esposa, «Ana», quien lo extorsiona con este tema para no separarse. «Guillermo» sufre porque se enamora de su nuevo socio, «Pedro», y este se casa con «Camila».
El personaje de Ingrid Pelicori, «Ana», sabe que su marido mantiene una vida paralela pero lo acepta desde hace veinte años, no sin dejar de sufrir. Para soportarlo, se refugia en el alcohol.
El personaje de Benjamín Vicuña, «Pedro», fantaseó con la idea de no casarse con la novia de toda su vida, «Camila», pero no se animó a romper su compromiso. Aunque le costó aceptar su homosexualidad, apuesta a una vida junto a «Guillermo». En el capítulo 73, «Pedro» recibe dos tiros por parte de «Camila» y muere.
El personaje de Julieta Cardinali, «Camila», está todo el día en su casa esperando a su pareja «Pedro», con quien tiene un proyecto de por vida al que no está dispuesta a renunciar a pesar de las dudas de él. Por celos a perder a «Pedro» lo mata en su departamento
El personaje de Alfredo Casero, «Marcos», es un cínico, que no titubea en fraguar pruebas o negociar con delincuentes, versero y mentiroso, acepta cualquier tipo de arreglo. Él también lleva una doble vida, pero esta vez con múltiples mujeres, aunque en casa obedece en todo a su esposa como un perrito faldero.
El personaje de Vivian El Jaber, «Isabel», es la típica ingenua negadora de la doble vida de su esposo «Marcos», a pesar de todos los datos de los que dispone, y jamás aceptaría un divorcio.
El personaje de Facundo Arana, «Alberto», es un exconvicto que no terminó sus estudios secundarios y está enamorado de «Gabriela» aunque vive con «Paola». Siente devoción por «Guillermo» desde que lo sacó de la cárcel y le cuida las espaldas. Es torpe, tosco, rudo, ignorante, seductor, frontal, violento y se comporta en el estudio de abogados como un elefante en un bazar.
Los personajes secundarios, por momentos, toman tanta relevancia como los principales.

### Protagonistas
- Julio Chávez como «Guillermo Graziani»,[1] esposo de Ana y padre de Fabián.[7]
- Facundo Arana como «Alberto Marini»,[25][1] pareja de Pao.[8]  (capítulos 1 al 94)
- Griselda Siciliani como «Gabriela Soria»,[1] hija de Aída y pareja de Antonio.[9]
- Benjamín Vicuña como « Pedro Beggio», socio de Guillermo.
- Alfredo Casero como «Marcos Labrapoulos»,[1] pareja de Isabel.

### Actores de reparto
- Leonor Manso, en el papel de «Aída Soria»[24][1] madre de Gabriela.[9]
- Ingrid Pelicori, en el papel de «Ana Graziani »,[18][1] esposa de Guillermo.[7]
- Edda Díaz, en el papel de «Cuca Monga»,[1] tía de Guillermo y secretaria del estudio.
- Julieta Zylberberg, en el papel de «Sonia Wilkansky»,[1] amiga de Gabriela.
- Pilar Gamboa, en el papel de «Paola Montoya»,[1] pareja de Alberto.[8]
- Esteban Lamothe, en el papel de «Antonio Manero»,[24][1] pareja de Gabriela.
- Julieta Cardinali, en el papel de «Camila Moravia»,[24][1] Esposa de Pedro.
- Romina Ricci, en el papel de «Nancy Pombo», amiga de Camila y pareja de Fabián.[1]
- Chino Darín, en el papel de «Fabián Graziani»,[1] hijo de Guillermo y Silvina y pareja de Nancy.[7]
- Mario Pasik, en el papel de «Miguel Ángel Mendoza»[1] hermanastro y enemigo de Guillermo.
- Vivian El Jaber, en el papel de «Isabel de Labrapoulos»,[1] mujer de Marcos.
- María Lujan Lamas, en el papel de «Solange Labrapoulos», hija de Isabel y Marcos.
- Diego Velázquez, en el papel de «José Miller», fiscal y nueva pareja de Guillermo.
- Pablo Cedrón, en el papel de «Santiago Malvarez», amigo de Marcos.
- Guillermo Pfening, en el papel de «Franco Nazarre», amigo de Guillermo.

### Participaciones especiales
- Carlos Moreno, en el papel de «Osvaldo Soria», el padre adoptivo de Gabriela.
- Fernando Caride, en el papel de «Félix Gamarra», el padre biológico de Gabriela.
- Héctor Calori, en el papel de «Orestes Moravia», el padre de Camila y suegro de Pedro.
- Mariano Argento, en el papel de «Gómez», jefe de policía.
- Nicolás Goldschmidt, en el papel de «Alambre», amigo de Paola.
- Valeria Lorca, en el papel de «Silvina», mamá de Fabián.
- Nicolás Repetto, en el papel del «Juan», examante de Guillermo.
- Diego Alonso, en el papel de «Cara», amigo de barrio donde vivía Alberto.
- Eduardo Cutuli, en el papel de «Paco».
- Lautaro Delgado, en el papel de «Marcial Salas», primo de Pedro.
- Verónica Vieyra, en el papel de «Carla», exnovia de Alberto.
- Diego Ferrari, en el papel de «Seguridad Empresa».
- Santiago Camaño, en el papel de «Rasotti».
- Daniel De Vita, en el papel de «Polac».
- Carla Quevedo, en el papel de «Valeria».
- Valeria Lois, en el papel de «Viviana».
- Mario Moscoso, en el papel de «Pablo».
- Alberto Suárez, en el papel de «Juez Fontana».
- Lautaro Perotti, en el papel de «Maximiliano», examante de Guillermo.[26]
- Edgardo Castro, en el papel de «Ernesto».
- Roly Serrano, en el papel de «Juan Carlos Muñoz».
- Adriana Brodsky, en el papel de «Mónica Pérez».
- Juan Ignacio Machado, en el papel de «Fabio».
- Fabio Alberti, en el papel de «Rubén».
- Nazareno Casero, en el papel de «Maxi Ochoa».
- Mónica Gonzaga, en el papel de «Ersilia Pedriera».
- Norma Pons, en el papel de «Esther», madre de Antonio.
- María Fernanda Callejón, en el papel de «Magdalena».
- Eugenia Alonso, en el papel de «Retrica».
- Sebastián Mogordoy
- Gustavo Bonfigli
- Miriam Odorico en el papel de «Ariana Celendres», jefa de Gabriela.
- Mucio Manchini, en el papel de «Inspector».
- Leo Kreimer, en el papel de «Perison».
- Néstor Zacco, en el papel de «Juez».
- Carolina Pampillo, en el papel de «Puppe».
- Lucila Gandolfo, en el papel de «Fiscal Bianca Avellaneda».
- Edgardo Moreira, en el papel de «Newbery».
- Federico Barga, en el papel de «Luciano Coronel».

## Locaciones de filmación
Varias escenas de Farsantes se filmaron en distintas locaciones exteriores en el conurbano bonaerense. La persona encargada de su selección fue Mariano Gundin.
Provincia de Buenos Aires
- Partido de General San Martín
  - Plaza Mitre de Villa Ballester
  - Peatonal Belgrano de San Martín
- Lomas de Zamora
- Partido de Tigre
  - Ciudad de Tigre
  - Delta del Paraná
  - Don Torcuato
- Hurlingham

## Emisión
| País                 | Título alternativo / Traducción | Cadena(s)          | Primera emisión       | Última emisión        | Horario semanal   | Hora  |
| -------------------- | ------------------------------- | ------------------ | --------------------- | --------------------- | ----------------- | ----- |
| Bandera de Argentina | Farsantes                       | El Trece           | 26 de junio de 2013   | 12 de febrero de 2014 | Lunes a jueves    | 22:30 |
| Bandera de Argentina | Farsantes                       | Volver             | 25 de abril de 2022   | TBA                   | Lunes a viernes   | 20:00 |
| Bandera de Paraguay  | Farsantes                       | Unicanal           | 27 de junio de 2013   | 13 de febrero de 2014 | Lunes a miércoles | 23:30 |
| Bandera de Uruguay   | Farsantes                       | Teledoce           | 27 de agosto de 2013  | 6 de junio de 2014    | Lu, Ma, Ju y Vi   | 00:30 |
| Bandera de Perú      | Farsantes                       | Movistar TV (Perú) | 24 de febrero de 2014 | TBA                   | Lunes a viernes   | 11:20 |

## Premios y nominaciones
| Premio            | Categoría                          | Nominados                       | Resultado |
| ----------------- | ---------------------------------- | ------------------------------- | --------- |
| Premios Tato 2013 | Ficción diaria drama               | Farsantes                       | Ganador   |
| Premios Tato 2013 | Actor en drama                     | Julio Chávez                    | Ganador   |
| Premios Tato 2013 | Actor en drama                     | Benjamín Vicuña                 | Nominado  |
| Premios Tato 2013 | Actor en drama                     | Alfredo Casero                  | Nominada  |
| Premios Tato 2013 | Actriz en drama                    | Griselda Siciliani              | Nominada  |
| Premios Tato 2013 | Actor de reparto                   | Mario Pasik                     | Nominado  |
| Premios Tato 2013 | Actriz de reparto                  | Ingrid Pelicori                 | Nominado  |
| Premios Tato 2013 | Actriz de reparto                  | Julieta Zylberberg              | Nominada  |
| Premios Tato 2013 | Actriz de reparto                  | Leonor Manso                    | Nominada  |
| Premios Tato 2013 | Dirección de ficción               | Daniel Barone                   | Ganadores |
| Premios Tato 2013 | Producción en ficción              | Adrián Suar y Mario Segade      | Ganadores |
| Premios Tato 2013 | Guion en ficción                   | Carolina Aguirre y Mario Segade | Nominados |
| Premios Tato 2013 | Cortina musical                    | Puro teatro por Vicentico       | Ganador   |
| Premios Tato 2013 | Dirección en arte                  | Farsantes                       | Nominado  |
| Premios Tato 2013 | Dirección de fotografía en ficción | Farsantes                       | Ganador   |
| Premios Tato 2013 | Edición en ficción                 | Farsantes                       | Ganador   |
| Premios Tato 2013 | Casting en ficción                 | Farsantes                       | Ganador   |
| Premios Tato 2013 | Vestuario en ficción               | Farsantes                       | Nominado  |

## Premios Martin Fierro
| Año  | Premio                | Categoría                                            | Receptor/a                      | Resultado |
| ---- | --------------------- | ---------------------------------------------------- | ------------------------------- | --------- |
| 2014 | Premios Martin Fierro | Mejor ficción diaria novela                          | Farsantes                       | Ganador   |
| 2014 | Premios Martin Fierro | Mejor actor protagonista de ficción diaria / novela  | Alfredo Casero                  | Nominado  |
| 2014 | Premios Martin Fierro | Mejor actor protagonista de ficción diaria / novela  | Julio Chávez                    | Ganador   |
| 2014 | Premios Martin Fierro | Mejor actor protagonista de ficción diaria / novela  | Benjamín Vicuña                 | Nominado  |
| 2014 | Premios Martin Fierro | Mejor actor protagonista de ficción diaria / novela  | Facundo Arana                   | Nominado  |
| 2014 | Premios Martin Fierro | Mejor actriz protagonista de ficción diaria / novela | Griselda Siciliani              | Ganadora  |
| 2014 | Premios Martin Fierro | Mejor revelación                                     | María Lujan Lamas               | Nominada  |
| 2014 | Premios Martin Fierro | Mejor actor de reparto                               | Mario Pasik                     | Nominado  |
| 2014 | Premios Martin Fierro | Mejor actriz de reparto                              | Julieta Zylberberg              | Nominada  |
| 2014 | Premios Martin Fierro | Mejor actriz de reparto                              | Vivian El Jaber                 | Ganadora  |
| 2014 | Premios Martin Fierro | Mejor Autor/ Libretista                              | Carolina Aguirre y Mario Segade | Ganadores |
| 2014 | Premios Martin Fierro | Mejor director                                       | Daniel Barone y Lucas Gil       | Ganadores |
| 2014 | Premios Martin Fierro | Mejor canción original                               | Puro Teatro de Vicentico        | Ganador   |
| 2014 | Premios Martin Fierro | Martin Fierro de Oro                                 | Farsantes                       | Ganador   |

## Sucesión de tiras diarias dePol-ka Producciones
| Predecesor: ''Sos mi hombre'' | ''Farsantes'' 2013/2014 | Sucesor: ''Guapas'' |